# Рабов Петро Гаврилович
Петро Гаврилович Рабов (23 січня 1904, село Тихорєво Бежецького повіту Тверської губернії, тепер  Тверської області, Російська Федерація — 13 березня 1943, Печорський виправно-трудовому таборі Комі АРСР) — радянський партійний діяч, 1-й секретар Калініського обкому ВКП(б). Депутат Верховної Ради СРСР 1-го скликання (у 1937—1938 роках).

## Біографія
Народився в родині селянина-середняка. З 1910 по 1915 рік навчався в училищі Міністерства народної освіти в селі Кушаліно Тверського повіту Тверської губернії.
З квітня 1915 по жовтень 1921 року — селянин в господарстві батька в селі Тихорєво Тверської губернії. У 1920 році вступив до комсомолу.
У жовтні 1920 — травні 1921 року — секретар осередку комсомолу (РКСМ) села Тихорєво, завідувач Тихорєвської хати-читальні. З березня по травень 1921 року — вчитель-практикант Тихорєвської сільської школи Тверської губернії.
У жовтні 1921 — жовтні 1922 року — секретар Кушалінського волосного комітету комсомолу (РКСМ) Тверської губернії, завідувач Кушалінської волосної бібліотеки-читальні.
У жовтні 1922 — жовтні 1923 року — інструктор, завідувач відділу політичної просвіти Тверського повітового комітету РКСМ.
У жовтні 1923 — лютому 1924 року — завідувач відділу політичної просвіти Вишневолоцького повітового комітету РКСМ. У лютому — квітні 1924 року — комсомольський організатор текстильної фабрики Вишневолоцької мануфактури. У квітні — грудні 1924 року — завідувач відділу політичної просвіти Вишневолоцького повітового комітету РЛКСМ.
Член РКП(б) з червня 1924 року.
У грудні 1924 — вересні 1925 року — відповідальний секретар Вишневолоцького повітового комітету РЛКСМ.
У вересні 1925 — вересні 1927 року — завідувач агітаційно-пропагандистського відділу Тверського губернського комітету ВЛКСМ.
У вересні 1927 — серпні 1929 року — завідувач агітаційно-пропагандистського відділу Новоторзького повітового комітету ВКП(б) Тверської губернії.
У серпні 1929 — січні 1930 року — завідувач культурного відділу Тверської окружної Спілки текстильників.
У січні — березні 1930 року — завідувач агітаційно-пропагандистського відділу комітету ВКП(б) фабрики «Пролетарка» в Твері.
У березні 1930 — січні 1934 року — відповідальний секретар Новоторзького районного комітету ВКП(б) в місті Торжок Московської області.
У січні 1934 — березні 1936 року — секретар, 1-й секретар Вишневолоцького районного комітету ВКП(б) Московської (потім — Калінінської) області. У березні — липні 1936 року — 1-й секретар Вишневолоцького міського комітету ВКП(б) Калінінської області.
У червні 1936 — червні 1937 року — завідувач відділу керівних партійних органів Калінінського обласного комітету ВКП(б).
У червні — липні 1937 року — 2-й секретар Калінінського обласного комітету ВКП(б).
У липні 1937 — 22 березня 1938 року — 1-й секретар Калінінського обласного комітету ВКП(б). Входив до складу особливої трійки, створеної за наказом НКВС СРСР від 30 липня 1937 року, брав активну участь у сталінських репресіях.
У серпні — вересні 1938 року — ревізор-інспектор Головного льонарського управління (Головльон) Народного комісаріату землеробства СРСР.
Заарештований органами НКВС 22 вересня 1938 року. Засуджений 16 лютого 1940 року за статтями 58-1а, 58-7, 58-11 КК РСФСР до 20 років позбавлення волі у виправно-трудових таборах. Помер в Печорському виправно-трудовому таборі Комі АРСР.
18 червня 1955 року посмертно реабілітований. Відновлений в КПРС рішенням КПК при ЦК КПРС 2 березня 1956 року.